# 南国市コミュニティバス
南国市コミュニティバス（なんこくしコミュニティバス）は、高知県南国市が運行するコミュニティバスである。2019年（令和元年）10月1日運行開始。愛称はNACOバス（ナコバス）。

## 概要
市内の一般路線バスを運行していたとさでん交通は、運転手不足を理由に、2019年10月1日のダイヤ改正で南国市内の路線を撤退すると発表。これを受け、廃止代替として市内の公共交通確保のため、市が主体としてコミュニティバスを運行開始することとなった。
愛称は公募により決定され、市内の小学生2名の応募作品を市がアレンジして「NACOバス」とした。応募した児童の「なかよくみんながコミュニケーションをとれるバス」というメッセージを活かしたと、市では説明している。
同年10月1日に4路線で運行を開始し、運行は市内に本社を置くタクシー事業者である有限会社日章ハイヤーおよび、有限会社いだいハイヤーに運行を委託した。両社が2路線ずつ運行を分担する。運行形態は一般乗用旅客自動車運送事業による乗合運送である。
専用車両は、市の補助により購入した上で、運行受託する各タクシー事業者が保有する形を取っているため、車体に事業者名が記された事業用自動車（緑ナンバー）であり、自家用有償旅客運送（旧80条バス）ではない。
運行開始にあたり、とさでん交通の路線を引き継ぐ形で経路を設定したが、路線を見直してそれ以前に廃止されていた区間の復活なども行い、利便性を高めた。また、鉄道路線（JR土讃線、土佐くろしお鉄道ごめん・なはり線）および、とさでん交通の路面電車（後免線）への乗り継ぎを考慮したダイヤ設定とした上で、とさでん交通時代より増便している。

## 沿革
- 2019年（令和元年）
  - 7月 - 『広報なんこく』7月号でコミュニティバスの運行を発表、同時に愛称を公募[3]。
  - 9月 - コミュニティバスの愛称を「NACOバス」に決定したと発表[5]。
  - 9月26日 - 専用車両が納入される[8]。
  - 9月30日 - 同日をもってとさでん交通が南国市内の一般路線バスを撤退[9]。
  - 10月1日 - 4路線にて運行開始[5]。有限会社日章ハイヤーと有限会社いだいハイヤーに運行委託[3]。

## 運賃・乗車券類
運賃は、とさでん交通時代は多区間制運賃だったが、コミュニティバスに転換後はゾーン制運賃を採用した。市内中心部とその周辺部を「運賃ゾーン」で区切り、運賃ゾーン内での乗降は200円均一、運賃ゾーンをまたぐ条項は300円均一として、利便性向上を図った。
また運行開始時より、運賃支払いには交通系ICカード「ですか」が利用できる。
運賃制度は以下のとおり（2024年10月1日現在）。
- 大人（中学生以上）：200円または300円均一
- 小人（小学生以下）：大人運賃の半額
- 未就学児：大人が同伴する1人まで運賃無料
- 各種障害者手帳提示により、本人と介助者1人まで運賃半額となる。
- 乗継割引 - 車内で降車時に運転手から乗継券を受け取ることで、以下のとおり割引となる。
  - 南国市コミュニティバスの別路線への乗継：運賃半額
  - 南国市乗合タクシー「せいらん」「うめの里交通」から、南国市コミュニティバスへの乗継：運賃半額
  - 南国市コミュニティバスから、南国市乗合タクシー「せいらん」「うめの里交通」への乗継：運賃100円引き

## 路線
以下の4路線で運行（2024年10月1日現在）。
各路線には系統番号があり、路線図など旅客案内でも使用される。

### 1 高知医大 - 久枝線
- 高知大学附属病院 → 八幡 → 大津駅前 → JA高知病院 → 後免町 → 竹中 → 里改田 → 浜改田通 → バイパス → 前浜車庫 → 久枝
- 高知大学附属病院 - （八幡 / 中島岡豊） - 大津駅前 － JA高知病院 - 後免町 - 竹中 - 里改田 - 浜改田通 - 浜改田 - 前浜車庫 - 久枝
- 後免町 → 竹中 → 里改田 → 浜改田通 → 浜改田 → 前浜車庫 → 久枝
- 久枝 → 前浜車庫 → バイパス → 浜改田通 → 里改田 → 竹中 → 後免町
  - 浜改田 - 久枝間はフリー乗降区間[15]。
  - 後免町 - 浜改田通間は「4 医療センター - 十市 - 後免町線」と並行区間[15]。
  - 日章ハイヤーが運行受託[15]。
  - 車両は小型バスを使用[15]。

### 2 植田 - JA高知病院線
- 植田 - オフィスパーク第二 - 領石 - へんろ石 - 後免駅前 - 後免町 - 若宮八幡宮前 - JA高知病院
  - 植田 - 領石間はフリー乗降区間[15]。
  - 企業団地「南国オフィスパーク」[16][17]内を巡回する[15]。
  - いだいハイヤーが運行受託[15]。
  - 車両は小型バスを使用[15]。

### 3 前浜 - JA高知病院線
- 前浜車庫 - 田村 - 立田前浜通 - ふれあいセンター前 - 後免町 - 後免駅前 - 元町 - JA高知病院
  - いだいハイヤーが運行受託[15]。
  - 車両はワンボックスカーを使用[15]。

### 4 医療センター - 十市 - 後免町線
- 高知医療センター - 住吉池前 - 峰寺通 - 浜改田通 - 里改田 - 竹中 - 後免町
- 高知医療センター - 住吉池前 - 十市パークタウン - 浜改田通 - 里改田 - 竹中 - 後免町
  - 後免町 - 浜改田通間は「1 高知医大 - 久枝線」と並行区間[15]。
  - 日章ハイヤーが運行受託[15]。
  - 車両はワンボックスカーを使用[15]。

## 車両
現行車両
- 日野・ポンチョ（ショートボディ）
  - 27人乗りノンステップバス[9]
  - 運行開始時に2台導入[9]。
  - 黄緑色の専用塗装[9]。
  - 日章ハイヤー（高知230あ75）、いだいハイヤー（高知230い75）が1台ずつ保有[9][14]。
- 日産・NV350キャラバン
  - 10人乗りワンボックスカー[9]
  - 運行開始時に2台導入[9]。
  - 白色の車体に専用ロゴマーク、「ナコバス」の行灯を装備[9]。
  - 日章ハイヤー、いだいハイヤーが1台ずつ保有[9]。

このほか、とさでん交通が保有していた日野・リエッセ（KC-RX4JFAA、車椅子リフト無し中折戸）が、路線撤退に伴い予備車として同社から移籍し、ポンチョと同じNACOバスカラーに塗装変更されている。